# Le Coucou (film)
Pour les articles homonymes, voir coucou (homonymie).
Pour plus de détails, voir Fiche technique et Distribution.
Le Coucou (Кукушка, Koukouchka) est un film russe réalisé par Alexandre Rogojkine, sorti en 2002.

## Synopsis
En septembre 1944 vers la fin de la Guerre de Continuation, un sniper finlandais et un capitaine soviétique sont recueillis par une fermière Sami. Chacun parle dans sa langue sans comprendre celle des deux autres.

## Fiche technique
Sauf indication contraire, les informations mentionnées dans cette section peuvent être confirmées par la base de données cinématographiques IMDb,  présente dans la section « Liens externes ».
- Titre original : Кукушка, Koukouchka
- Titre français : Le Coucou[1]
- Réalisation et scénario : Alexandre Rogojkine
- Costumes : Marina Nikolaieva
- Photographie : Andreï Jegalov
- Montage : Youlia Roumiantseva
- Musique : Dmitri Pavlov
- Pays de production :  Russie
- Langues de tournage : russe, same
- Format : Couleurs - 35 mm - 1,66:1 - Dolby Digital
- Genre : comédie, drame, guerre
- Durée : 99 minutes
- Dates de sortie :
  - Russie : 26 juin 2002 (Festival international du film de Moscou 2002), 16 septembre 2002 (sortie nationale)

## Distribution
- Anni-Kristiina Juuso (fi) : Anni, une femme Sami
- Ville Haapasalo (fi) : Veikko, un sniper finlandais
- Viktor Bytchkov (ru) : le capitaine Ivan Kartouzov

## Récompenses
- Festival international du film de Moscou 2002 : meilleur réalisateur, meilleur acteur pour Ville Haapasalo et Prix FIPRESCI.
- Grand-prix du festival Fenêtre sur l'Europe : 2022
- Aigle d'or 2002 : meilleur film, meilleur réalisateur, meilleur scénario et meilleur rôle masculin pour Viktor Bychkov
- Nika 2003 : meilleur film, meilleur réalisateur et meilleure actrice pour Anni-Kristiina Juuso.
- Festival du cinéma russe à Honfleur 2003 : Grand prix, meilleur scénario, meilleur rôle masculin pour Viktor Bychkov et meilleur rôle féminin pour Anni-Kristiina Juuso.